# Malla (armadura)

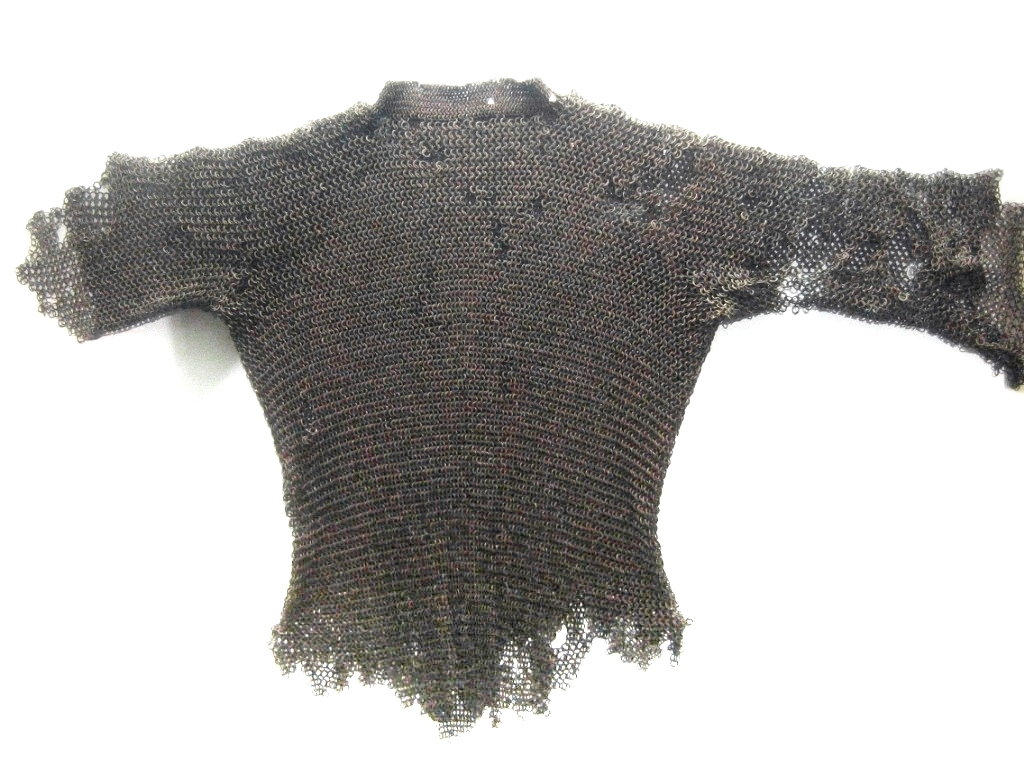
Cota de malla normanda, usada en la Batalla de Hastings (1066).

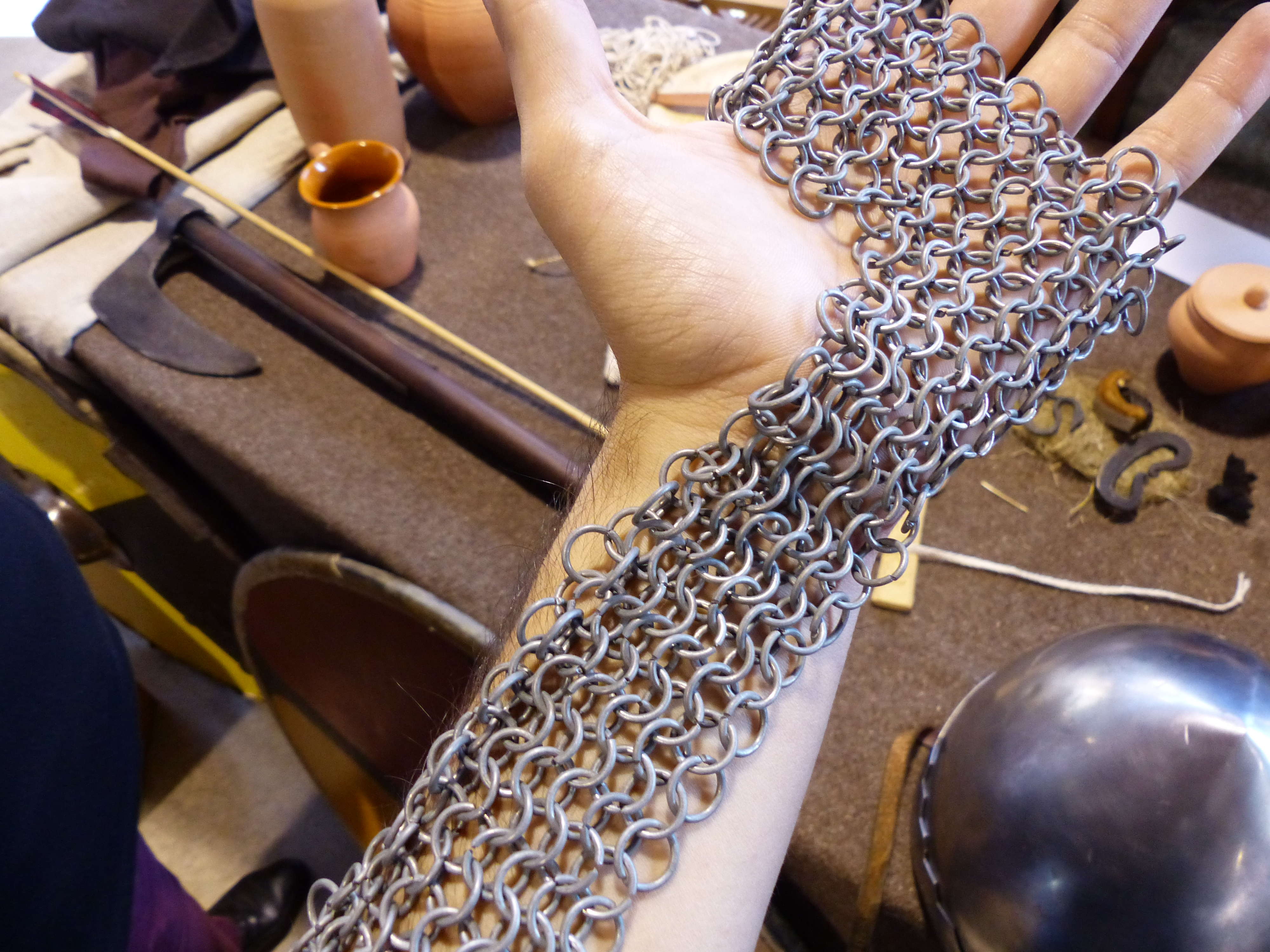
Segmento de cota de malla.

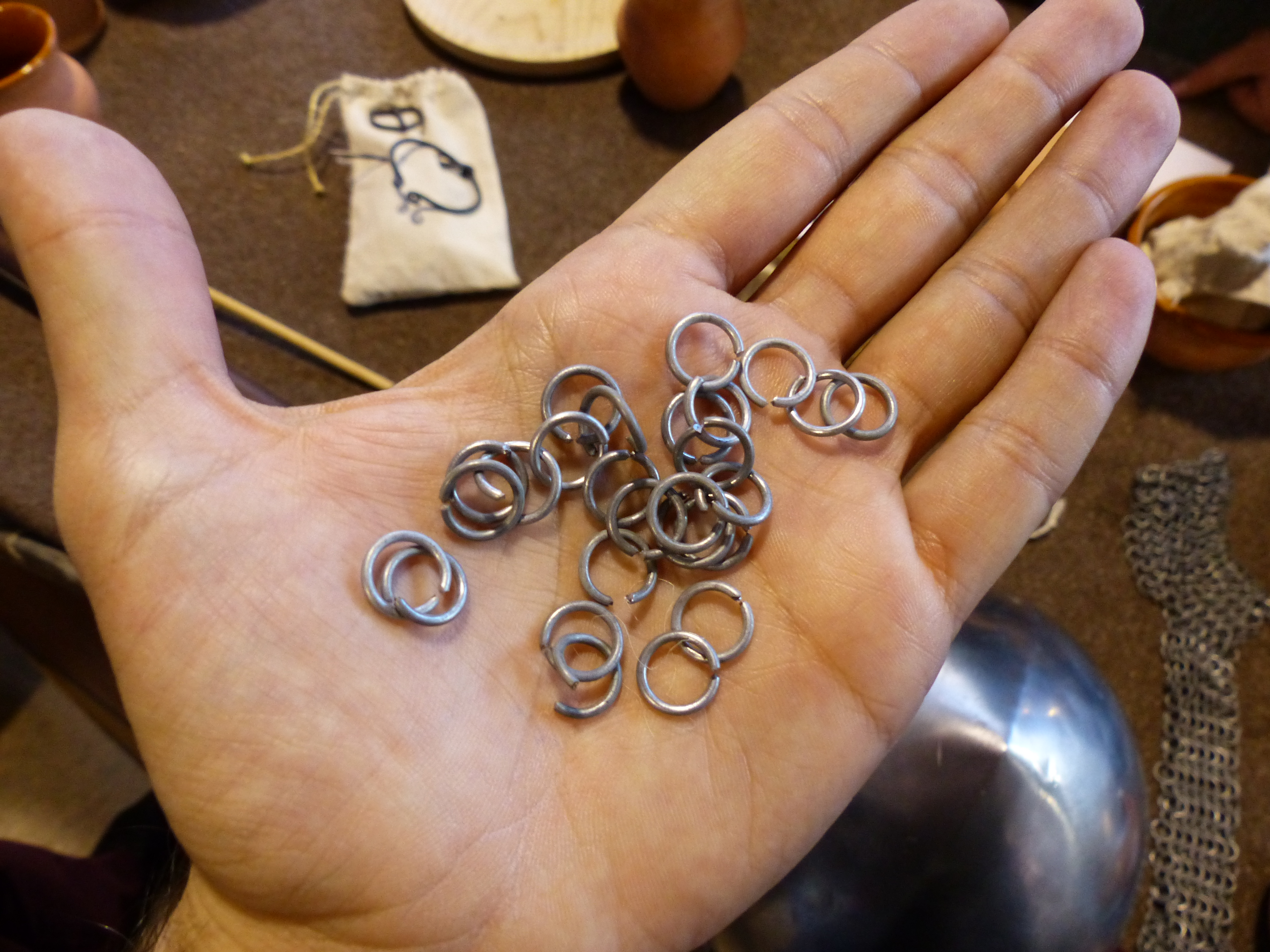
Eslabones de la malla.

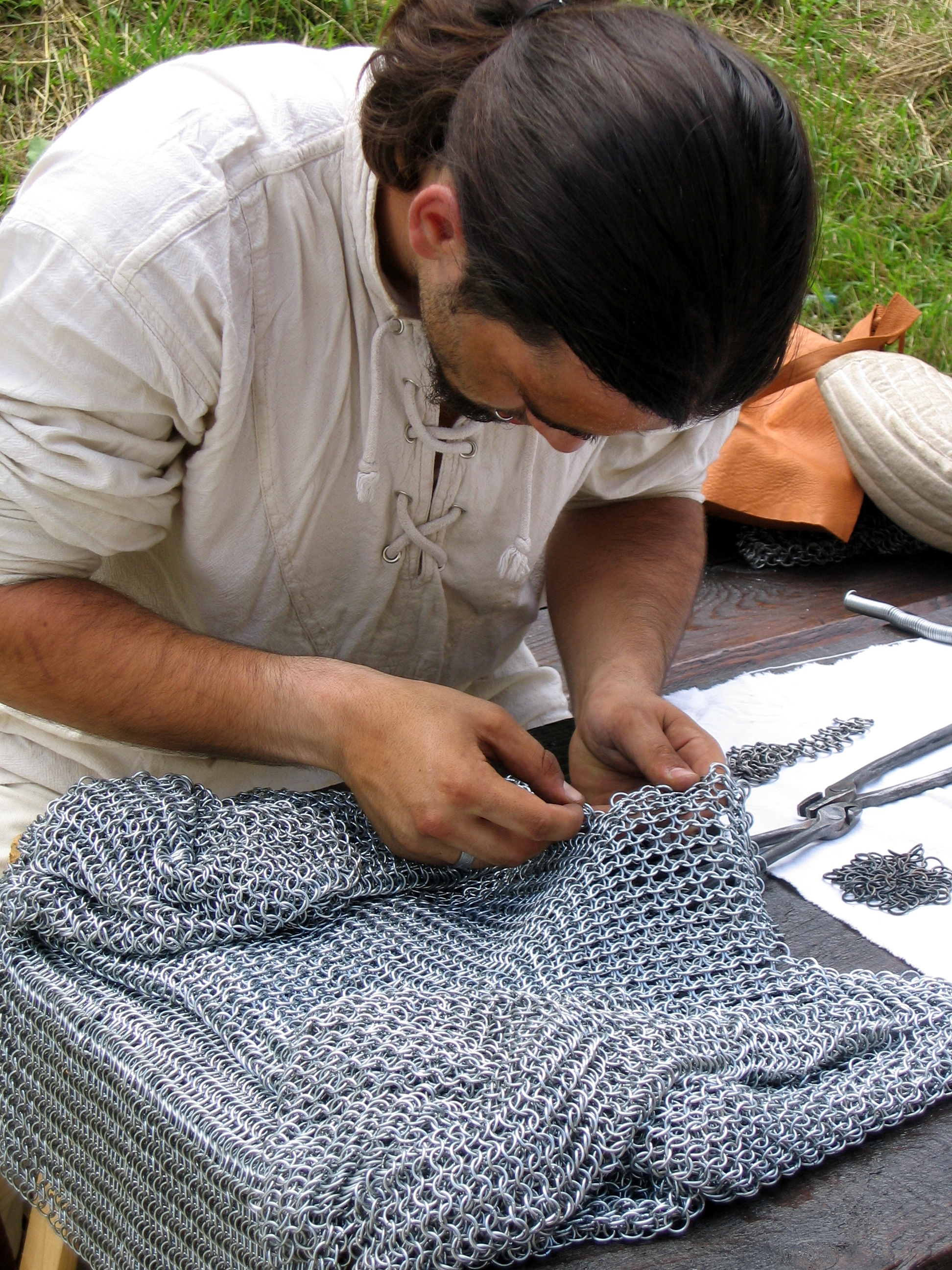
Artesano moderno confeccionando una cota de malla.

La malla es un tipo de armadura metálica formada por anillos de hierro forjado, acero o bronce. Fue de uso militar común entre el siglo III a. C. y el siglo XVI d. C. en Europa, y más tiempo en Asia y el norte de África. Una cota de esta armadura suele llamarse en inglés hauberk, y a veces byrnie.

## Historia

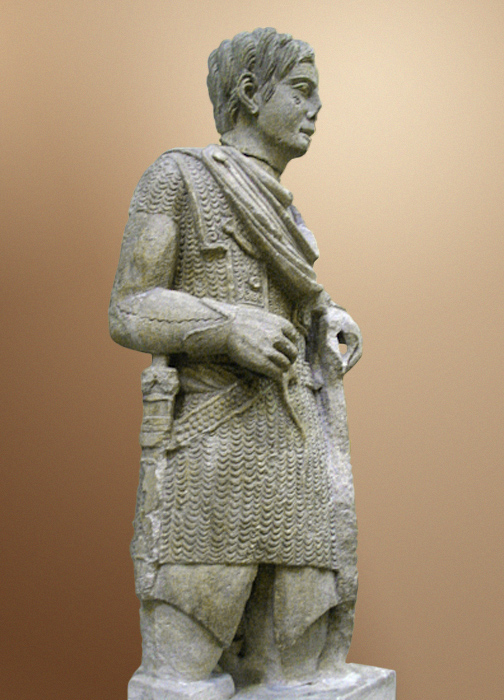
El guerrero Vachères,, estatua que representa a un guerrero galo romanizado con cota de malla y un torc celta al cuello, portando un escudo de estilo celta.

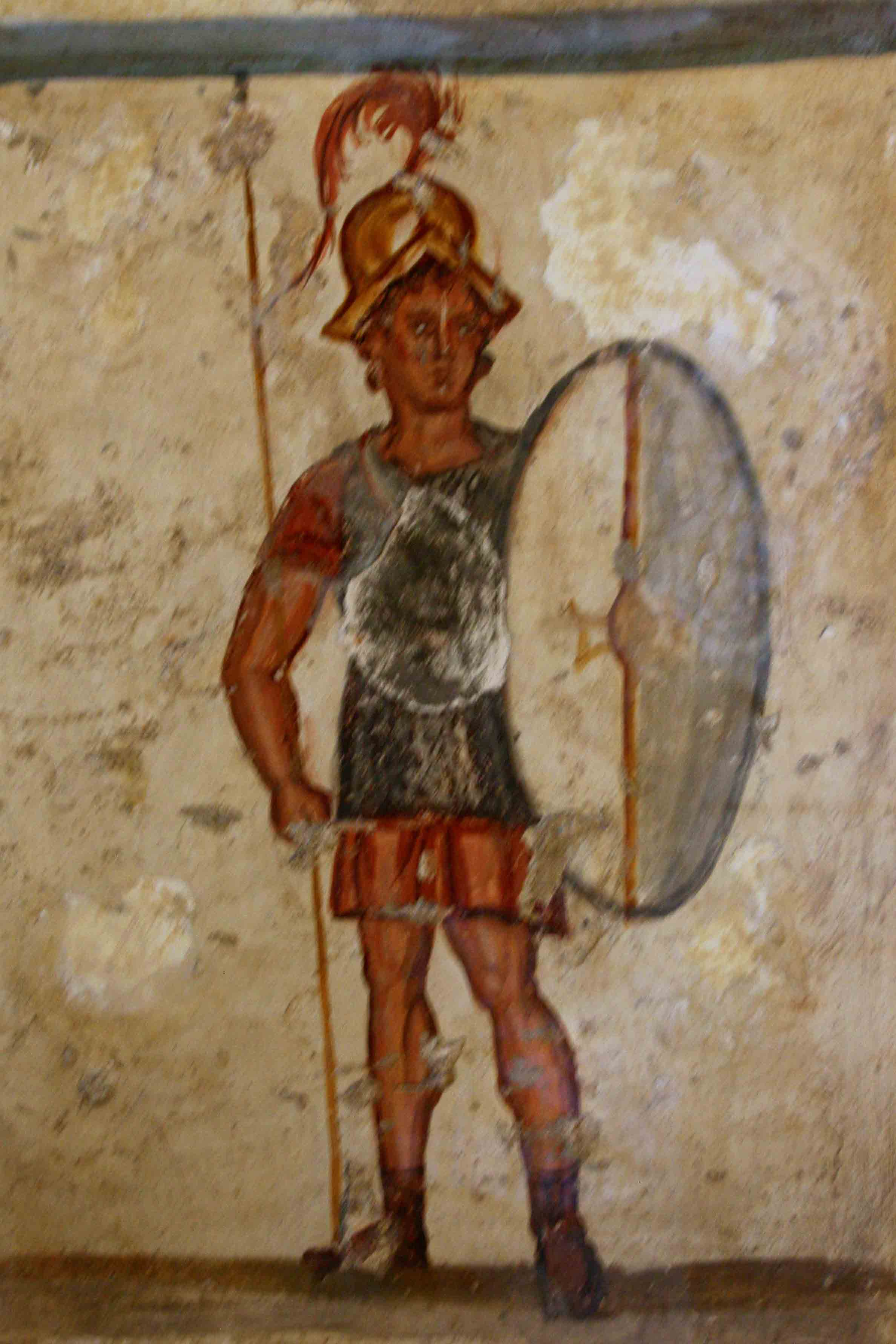
Fresco de un soldado del antiguo macedonio (thorakites') con armadura de malla y escudo thureos.

Los primeros ejemplos de malla que se conservan se encontraron en la cuenca de los Cárpatos en un enterramiento en Horný Jatov, Eslovaquia, fechado en el siglo III a. C., y en el enterramiento de un cacique situado en Ciumești, Rumanía. Su invención se atribuye comúnmente a los celtas, pero hay ejemplos de mallas etruscas con patrón que datan de al menos el siglo IV a. C. Las armaduras de malla puede haberse inspirado en las mucho más antiguas armaduras de escamas. Su uso se extendió por el norte de África, África Occidental, Oriente Medio, Asia Central, India, Tíbet, Sudeste Asiático y Japón.
Heródoto escribió que los antiguos persas llevaban armadura de escamas, pero la malla también se menciona claramente en el Avesta, la antigua escritura sagrada de la religión persa del zoroastrismo que fue fundada por el profeta Zoroastro en el siglo V a. C.
En Europa se utilizó de manera generalizada por los romanos y durante toda la Edad Media hasta el siglo XVI; 
Hacia principios de la Baja Edad Media, en Europa la malla ya se había extendido considerablemente. Al ser la armadura estándar para la infantería y caballería, provocó desarrollos armamentísticos como la punta bodkin, que abría boquetes expandiendo las anillas. La armadura de malla tuvo su máximo auge desde el siglo IX hasta la segunda mitad del siglo XIII.
Aunque posteriormente han existido ejemplos puntuales de su uso, como por ejemplo en las protecciones faciales para tripulaciones de tanque en la Primera Guerra Mundial como defensa contra los fragmentos desconchados de metal que saltaban por los impactos en el interior de los tanques, o en los guantes protectores que usan los carniceros actualmente. 
La malla sigue utilizándose en el siglo XXI como componente de armadura personal resistente a las puñaladas, guantes resistentes a los cortes para carniceros y carpinteros, trajes de buceo resistentes a los tiburones para defenderse de las mordeduras de éstos, y una serie de otras aplicaciones.

### En elimperio romano
La malla romana estaba fabricada en hierro, con anillos que a veces no superaban los 3 mm de diámetro, y usaba el patrón de 4 en 1. Frecuentemente la mitad de los anillos de una cota estaban troquelados o soldados y el resto estaban remachados. Los anillos sin remachar podían tener una sección cuadrada, siendo el grosor del metal cercano a la diferencia entre el diámetro exterior e interior[cita requerida]. Los anillos remachados eran de sección circular. 
Durante la caída del Imperio Romano de Occidente, las técnicas para fabricar armaduras de malla se perdieron y ésta se volvió muy cara[cita requerida].

### EnChina
La malla fue menos popular en China, donde pudo haber sido vista como una armadura exótica occidental.  En China se usó principalmente la armadura laminar.

## Descripción
Los anillos podían ser troquelados, soldados o remachados; raras veces se ven anillos simplemente doblados "a tope" (en inglés: butted rings; fabricados doblando un segmento de hilo de acero de manera que los extremos se toquen) en ejemplares históricos. Los remachados eran los más resistentes. Históricamente, la malla europea estaba entrelazada en un patrón denominado "4 en 1", es decir, cada anillo sujeta cuatro. En Europa se conservan poquísimos ejemplos de otros tipos, como 6 en 1, 8 en 1 u 8 en 2. La malla era más variada en Japón. Hay pruebas de que los anillos a veces eran estañados, dorados o inscritos[cita requerida].
Una armadura de malla completa (camisote, almófar y brafoneras) pesaba alrededor de 30 kilos. 
La malla ofrecía gran resistencia a los cortes. Era más vulnerable a armas de punta delgada, por ejemplo flechas; y contraataques contundentes como los de una maza. Las mallas de menor calibre proporcionaban mayor protección, al tener más masa y dejar menos espacio entre los anillos. Para ofrecer más resistencia a los golpes, frecuentemente se acolchaba en el interior.

## Partes de la armadura de malla
La armadura de malla medieval normalmente se dividía en varias piezas: el camisote o cota, el almófar y las brafoneras, aunque apareció también en otros elementos como el alpartaz.
1. Camisote o cota de malla: para cubrir el torso, los brazos y parte de las piernas. Los camisotes de los caballeros, durante los siglos XII y XIII normalmente eran de manga larga con manoplas incluidas; las cotas de malla de los infantes podían ser de manga larga, corta o sin mangas.
2. Almófar: El almófar es una capucha de malla que cubre la cabeza, el cuello y los hombros.  Era de una pieza, y sus partes se llamaban gorro (en la cabeza), sábana (en el cuello y parte de la garganta) y manto de obispo o gola (en los hombros). Podía tener una extensión de la sábana para cubrir la boca, como parte íntegra o separada.
3. Brafoneras: Las brafoneras eran protección para las piernas. Algunas cubrían los pies. Había de dos tipos:
  1. Cerradas: cubrían toda la pierna, reduciendo algo la movilidad del portador.
  2. Ajustables: se ajustaban a la pierna por medio de unas correas ceñidas detrás de la pierna y protegían la parte delantera de la pierna.

## En Europa

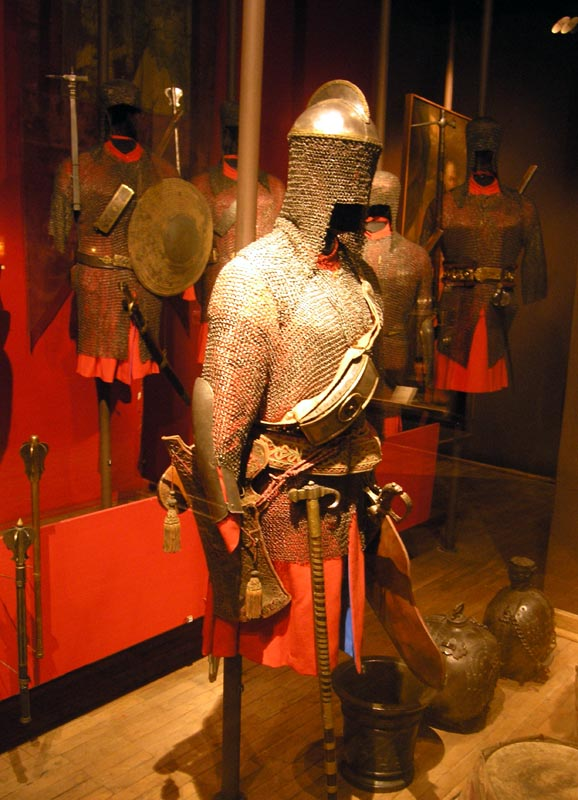
Armaduras de malla y equipo de caballería media polaca, de la segunda mitad del siglo XVII

El uso de mallas como armaduras en el campo de batalla era común durante la Edad del Hierro y la Edad Media, volviéndose menos común en el transcurso de los siglos XVI y XVII cuando las armadura de placas y más avanzadas armas de fuego fueron desarrollados. Se cree que la República romana entró en contacto por primera vez con la malla luchando contra los galos en la Galia cisalpina, ahora Norte de Italia. El ejército romano adoptó la tecnología para sus tropas en forma de lorica hamata, que se utilizó como forma principal de armadura durante el período imperial.

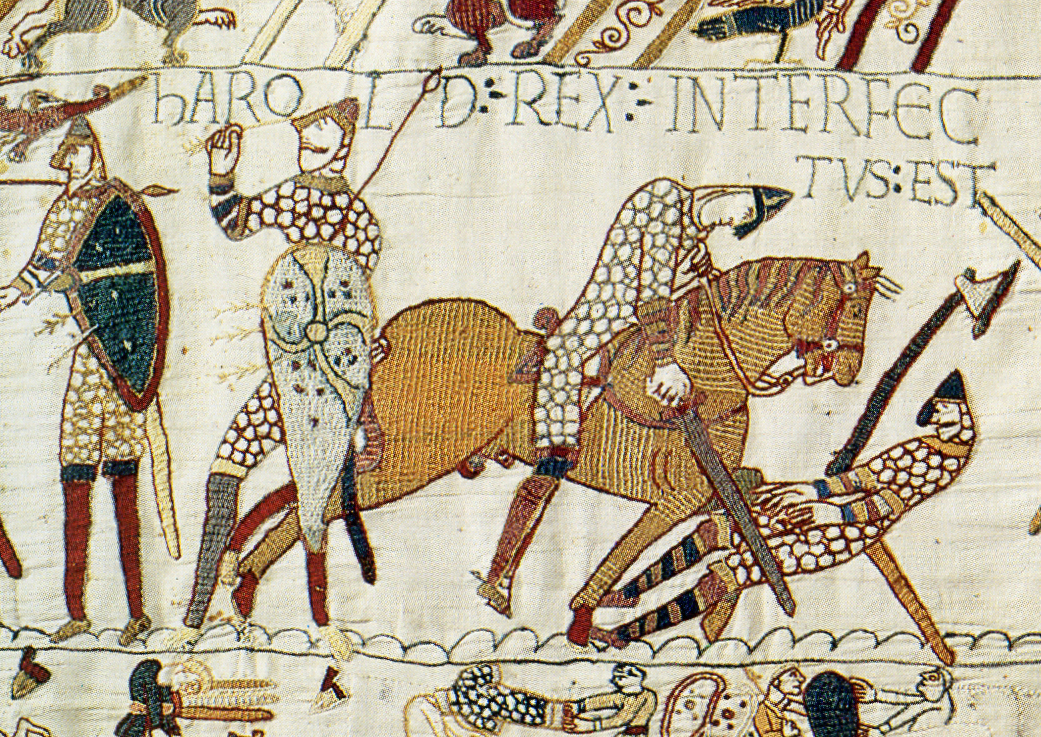
Panel del Tapiz de Bayeux que muestra soldados normandos y anglosajones con armadura de malla. Tenga en cuenta la escena de despojar a un camisote de malla de los muertos en la parte inferior.

Después de la caída del Imperio Occidental, gran parte de la infraestructura necesaria para crear armadura de placas disminuyó. Finalmente, la palabra "malla" se convirtió en sinónimo de armadura. Por lo general, era un producto muy preciado, ya que su producción era costosa y requería mucho tiempo, y podía significar la diferencia entre la vida y la muerte en una batalla. La malla de los combatientes muertos era saqueado con frecuencia y el nuevo propietario lo usaba o lo vendía a un precio lucrativo. A medida que pasó el tiempo y mejoró la infraestructura, llegó a ser utilizado por más soldados. Se cree que la cota de malla intacta más antigua que aún existe fue usada por Leopoldo III, duque de Austria, quien murió en 1386 durante la Batalla de Sempach. Eventualmente, con el surgimiento de la carga de caballería con lanzas, la guerra de impacto y las ballestas de alta potencia, la malla llegó a usarse como una armadura secundaria para la armadura de la nobleza montada.
En el siglo XIV, la armadura de placas articulada se usaba comúnmente para complementar la malla. Eventualmente, la malla fue reemplazado por placas en su mayor parte, ya que brindaba una mayor protección contra las ballestas de molinete, las armas contundentes y las cargas de lanza, al tiempo que mantenía la mayor parte de la movilidad de la malla. Sin embargo, todavía era ampliamente utilizado por muchos soldados, junto con las brigantinas y los gambesones. Estos tres tipos de armadura constituían la mayor parte del equipo utilizado por los soldados, siendo la malla el más caro. A veces era más caro que la armadura de placas. La malla generalmente persistió por más tiempo en áreas menos tecnológicamente avanzadas, como Europa del Este, pero estuvo en uso en toda Europa hasta el siglo XVI.
Durante finales del siglo XIX y principios del XX, la malla se utilizó como material para chalecos antibalas, sobre todo por la Wilkinson Sword Company. Los resultados fueron insatisfactorios; la Malla de Wilkinson usada por el regimiento de "Hombres de Hierro" de Khedive de Egipto se fabricó con anillos partidos que resultaron ser demasiado frágiles, y los anillos se fragmentarían cuando los alcanzaran las balas y agravarían la lesión. La armadura de malla remachada que usaban los madhists sudaneses opuestos no tenía el mismo problema, pero también resultó ser relativamente inútil contra las armas de fuego de las fuerzas británicas en la batalla de Omdurman. Durante la Primera Guerra Mundial, Wilkinson Sword pasó de un diseño de malla a un diseño laminar que fue el precursor del chaleco antibalas.
También durante la Primera Guerra Mundial, se agregó a los cascos una franja de malla, diseñada por el Capitán Cruise de la infantería británica, para proteger la cara. Esto resultó impopular entre los soldados, a pesar de que se demostró que defendía contra un proyectil de metralla de 100 g disparado a una distancia de 91 m. Una máscara facial protectora o una máscara contra salpicaduras tenía un velo de malla y las primeras tripulaciones de tanques la usaban como medida contra los fragmentos de acero voladores (desprendimiento) dentro del vehículo.

## Eficacia

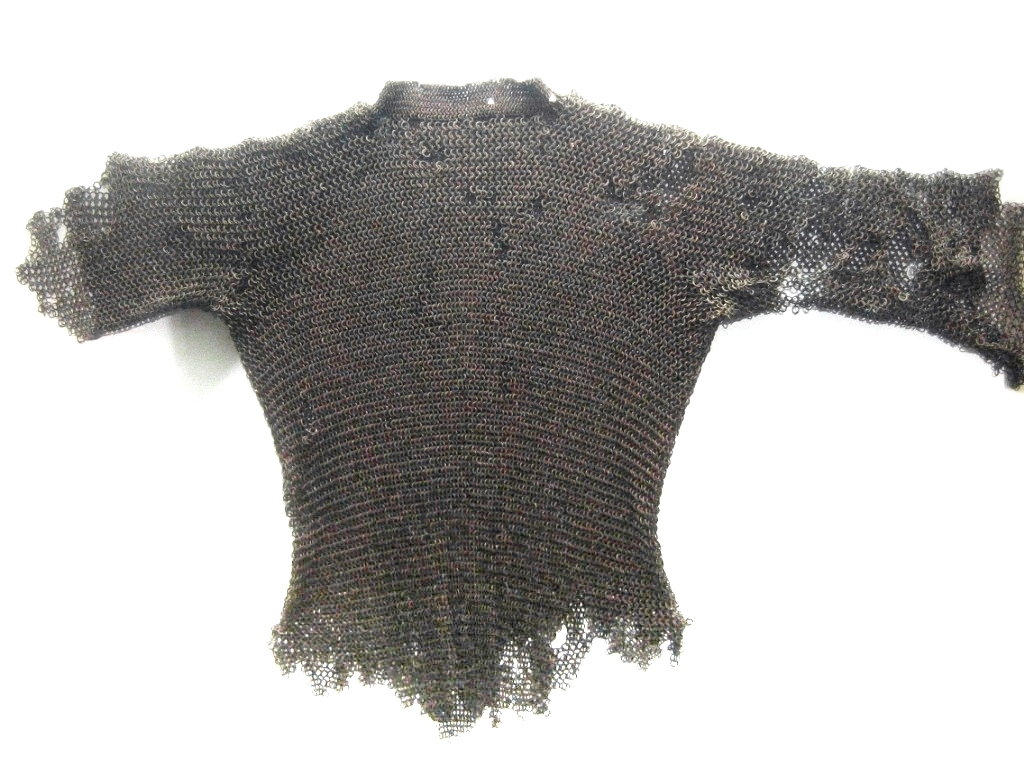
Hubérculo de malla del Museo de Bayeux.

La armadura de malla proporcionaba una defensa eficaz contra los golpes cortantes de armas de filo y en menor medida contra armas punzantes y perforantes; un estudio realizado en la Armería Real de Leeds concluyó que "es casi imposible de penetrar con cualquier arma medieval convencional". La resistencia de la malla a las armas depende de cuatro factores: el tipo de unión (remachada, a tope o soldada), el material utilizado (hierro frente a bronce o acero), la densidad de la trama (una trama más apretada necesita un arma más fina para ser superada) y el grosor del anillo (que suele oscilar entre el calibre 18 y el 14 (1. 02-1,63 mm de diámetro) en la mayoría de los ejemplos). En cualquier caso, una cota de malla, si un guerrero podía permitírsela, proporcionaba una ventaja significativa cuando se combinaba con técnicas de combate competentes.
Cuando la malla no estaba remachada, una estocada de la mayoría de las armas afiladas podía llegar a penetrarla. Sin embargo, cuando la malla estaba remachada, armas como lanzas, estoques, hachas de petos, alabardas, arcos largos y ballestas eran necesarias para atravesar la armadura.
Algunas evidencias indican que durante el combate con armadura, la intención era realmente rodear la armadura en lugar de atravesarla: según un estudio de esqueletos encontrados en Visby, Suecia, la mayoría de los esqueletos mostraban heridas en las piernas menos protegidas. Aunque la malla era una protección formidable, debido a los avances tecnológicos a medida que avanzaba el tiempo, la malla que se llevaba bajo la armadura de placas (y también la cota de malla independiente) podía llegar a ser penetrada por el armamento convencional de otro caballero.
La flexibilidad de la malla significaba que no ofrecía resistencia ante golpes como los de mazas y martillos. Los guerreros vestidos con armadura de malla solían llevar un casco sobre el almófar para protegerse la cabeza. También se llevaba una armadura blanda, como el gambesón, bajo la cota de malla. Los cirujanos medievales eran muy capaces de fijar y atender las fracturas óseas producidas por armas contundentes. Sin embargo, con la escasa comprensión de la higiene, los cortes que podían infectarse eran un problema mucho mayor. Por lo tanto, la armadura de malla demostró ser una protección suficiente en la mayoría de las situaciones.

## Uso actual
Hoy en día, es posible construir malla más resistente y ligera que en la Edad Media, y fabricarla de manera industrial. La malla actual es de uso común entre los biólogos marinos que estudian a los tiburones y en profesiones donde se manejan herramientas afiladas.
El alambre que suelen usan los artesanos modernos para crear las cotas de malla usadas en recreaciones históricas y eventos de rol en vivo es el galvanizado de calibre 14 o 16. Una cota de malla de calibre 16 pesa aproximadamente 9 kilos y una de calibre 14 pesa de 16 a 20 kilos.